# Lhok Guci (Teunom)
Lhok Guci is een bestuurslaag in het regentschap Aceh Jaya van de provincie Atjeh, Indonesië. Lhok Guci telt 330 inwoners (volkstelling 2010).